# Adeonellopsis sulcata
Adeonellopsis sulcata is een mosdiertjessoort uit de familie van de Adeonidae. De wetenschappelijke naam van de soort is voor het eerst geldig gepubliceerd in 1836 door Milne Edwards.